# Curt Stenvert
Curt Stenvert (* 7. September 1920 in Wien als Kurt Steinwendner; † 3. März 1992 in Köln) war ein österreichischer Maler, Filmemacher, Fotograf und Objektkünstler. Er gilt als einer der bedeutendsten Künstler der Wiener Nachkriegsavantgarde.

## Leben
Kurt Steinwendner, ab 1969 offiziell Curt Stenvert, wurde als Sohn des Eisendrehers Karl Steinwendner und dessen Gattin Maria (geb. Theimer) in Wien geboren. Die Mutter starb 1926 und Stenverts Vater heiratete kurz darauf die in Wien lebende Marie Franziska Zaza. Im Anschluss an eine Ausbildung zum Handelsgehilfen der Buchkaufmannschaft wurde Stenvert 1936 Ordenskandidat bei den Salvatorianern. Zwei Jahre später trat er aus der Kirche aus und heiratete die fünf Jahre ältere, aus Moskau stammende Valentine Funk. Nach der Machtergreifung durch die Nationalsozialisten wurde Stenverts Schwiegervater regelmäßig von der Gestapo vorgeladen und Stenvert selbst 1939 zum Reichsarbeitsdienst einberufen.
Im Sommersemester 1942/43 wurde Stenvert an die allgemeine Meisterklasse für Malerei bei Karl Sterrer an die Akademie der bildenden Künste Wien aufgenommen, musste die Ausbildung allerdings nach der Einberufung zur deutschen Wehrmacht mehrfach unterbrechen. Zwischen 1945 und 1949 absolvierte er die Meisterklasse für Malerei bei Albert Paris Gütersloh, studierte ein Semester Bildhauerei bei Fritz Wotruba und begann im Anschluss 1949 mit den Studien der Theater- und Filmwissenschaften bei Josef Gregor und Vagn Börge an der Universität Wien.
1936 lernte er Ernst Fuchs kennen sowie in der Klasse von Gütersloh Erich Bauer, Wolfgang Hutter, Fritz Jaschka und Anton Lehmden, die späteren Freunde der „Wiener Schule des Phantastischen Realismus“. 1946 war Stenvert Gründungsmitglied des Art Club in Wien, einem Sammelbecken avantgardistischer Nachkriegskünstler. Seine Arbeiten der 1940er Jahre sind stark von Pablo Picasso und Joan Miró geprägt. Zunächst noch unter dem Einfluss des Surrealismus und der Kunst der Phantasten, faszinierte Stenvert den „eifrigen Experimentator“ ab 1946 vor allem die Frage nach den Darstellungsmöglichkeiten von Bewegung. Inspiriert von der Phasenfotografie entstanden 1947 die ersten großen Bewegungsbilder, in denen Stenvert Elemente des Futurismus, Konstruktivismus und Kubismus miteinander verband. Über die Auseinandersetzung mit dem Thema der Bewegung kam Stenvert in den 1950er Jahren zum Film.
Im Herbst 1949 wurde Stenvert zunächst als zweiter Architekt für den Film Eins, zwei, drei – aus! mit Hans Moser engagiert, in der auch die Skulptur Violinspieler in vier Bewegungsphasen zu sehen war. Kineastische Pionierarbeit als Regisseur leistete Stenvert mit Der Rabe, dem ersten österreichischen Avantgardefilm der Nachkriegszeit, den er 1951 gemeinsam mit dem Psychologen und Fotografen Wolfgang Kudrnofsky realisierte. Stenverts erster abendfüllender Spielfilm Wienerinnen im Schatten der Großstadt entstand 1951–52 und ist eine Sozialstudie über das Leben der Wiener Ziegelarbeiter, „Strizis“ und Prostituierten. Seine desillusionierende Darstellung großstädtischer Randmilieus, die in bewusstem Kontrast zur Idylle und Sentimentalität des heimischen Nachkriegskinos steht, entfachte „einen Sturm der Entrüstung“. Positive Rezensionen erhielt Stenvert vor allem aus dem Ausland. Das Hamburger Echo vom 12. Januar 1954 schrieb: „Von der filmischen Form ist dieser Film so außergewöhnlich gekonnt, dass man dem Regisseur gleich ein halbes Dutzend Oskars in die Hand drücken möchte. Three cheers für die filmkünstlerische Gestaltung dieser bitteren Reportage. Man möchte laufen (in allen Stilarten), um dieses Wiener Wunder anzusehen.“
Für den Kriminalfilm Flucht ins Schilf (1953) nahm sich Stenvert die italienischen Neorealisten zum Vorbild: „Er stellt Profi-Schauspieler wie Maria Eis oder Karlheinz Böhm bevorzugt Laien an die Seite, rückt die sorgfältig ausgewählten Originalschauplätze stimmungsvoll ins Bild und kappt die lineare Erzählform zugunsten einer episodenhaften bzw. fragmentarischen Darstellungsweise“. Flucht ins Schilf beruht auf der Notiz zu einem wahren Mordfall am Neusiedlersee. Der Film wurde binnen eines Jahres in 14 Ländern verkauft. Die New York Times bezeichnete ihn als „aussichtsreichsten österreichischen Film auf dem internationalen Markt nach dem Weltkrieg“.
Im Juli 1957 heiratete Stenvert die Burgschauspielerin Antonia Mittrowsky. Sie wirkte in der Folge in einigen Filmen als Hauptdarstellerin mit und wurde Mitgesellschafterin der 1957 gegründeten Steinwendner-Film-Produktion GesmbH in Wien. 1961 kam der gemeinsame Sohn Kurt auf die Welt.
Parallel zu seiner Tätigkeit als Filmemacher begann Curt Stenvert sich ab 1962 der Objektkunst zu widmen. Die von ihm als „Menschliche Situationen“ bezeichneten Bildkästen dokumentieren seine Auseinandersetzung mit Themen der Gegenwart wie Konsumverhalten, Politik, Technik sowie zu den überzeitlichen Grundbedingungen des menschlichen Seins, die er in Vitrinen wie auf einer kleinen Bühne inszenierte. Er arbeitete zunächst mit Alltagsgegenständen, verarbeitete Abfall- und Flohmarktfunde oder kreierte vertraute Objekte, die er für seine Installationen in ungewohnte Kontexte stellte. Sein Ziel war es zu verfremden, zu ironisieren und den Betrachter zu neuen Sichtweisen und Erkenntnissen anzuregen. Die Idee dazu hatte Stenvert während seiner Arbeit als Filmemacher. Requisiten und Kulissen, die in seinen Filmen nur eine untergeordnete dramaturgische Rolle spielen, werden in den Bild- und Objektmontagen zum zentralen künstlerischen Ausdrucksmittel.
1967 vollendete Stenvert zwei zentrale Arbeiten. Zum einen das aus drei Vitrinen bestehende Objekt Stalingrad – die Rentabilitätsrechnung eines Tyrannenmordes. Die überdimensionale Installation wurde in den Jahren 1967/68 im Musée d’art moderne de la Ville de Paris und im Musée National d’Art Moderne Paris gezeigt und befindet sich heute im Besitz des Heeresgeschichtlichen Museums in Wien. Zum anderen wurde Stenvert für die Weltausstellung in Montréal, der Expo 67, mit einem skulpturalen Werk zur Vermittlung der österreichischen Stahlproduktion beauftragt. Stenvert kreierte eine sieben Meter hohe und zwölf Tonnen schwere Plastik, über die sich Informationen in acht verschiedenen Sprachen abrufen ließen. Die beiden Objekte wie auch die Malereien entsprechen Stenverts Anforderungen an die von ihm selbst entwickelte „Funktionelle Kunst“. Kunst sei nicht Selbstzweck, sondern habe als Erkenntnis-, Kraft- und Energiequelle einen Nutzen für die Gesellschaft zu erbringen.
Zu Beginn der 1970er Jahre begann Stenvert wieder verstärkt zu malen. 1971 entstand das Manifest zur Bio-Kybernetischen Malerei, worin er das Konzept der Funktionellen Kunst und der „lebenslogischen Humanitas“ weiterentwickelte. Um die Wirkung seiner Bewegungsbilder zu steigern, setzte Stenvert ab den 1970er Jahren auf eine dekorative Flächigkeit in der Darstellung, die er mit einer breiten, leuchtenden Farbpalette und Goldgründen verband.
1970 erhielt Curt Stenvert eine Dozentur für Objektkunst an der Staatlichen Hochschule für bildende Künste in Kassel und an der Staatlichen Akademie der bildenden Künste in Karlsruhe. Sein Werk war in umfangreichen Einzelausstellungen im Frans Hals Museum und dem Museum voor Moderne Kunst zu sehen. Stenverts erste und einzige umfangreiche Wiener Museumsausstellung folgte 1975 in der Österreichischen Galerie Belvedere mit über 80 ausgestellten Werken in den Räumlichkeiten des Oberen Belvedere.
1977 zog die Familie zunächst nach Mannheim, zwei Jahre später nach Köln. Dort mietete sich Stenvert eine Lagerhalle, in der er bis zu seinem Tode künstlerisch arbeitete. Im Frühherbst 1977 erlitt Stenvert einen Herzinfarkt. Bei den Vorbereitungen zur ersten umfassenden Retrospektive außerhalb Österreichs, die im Duisburger Wilhelm Lehmbruck Museum stattfand und bei der zahlreiche Werke aus allen Schaffensperioden gezeigt wurden, war der Künstler daher nicht vor Ort. 1991 erhielt er die Silberne Ehrenmedaille der Stadt Wien. Am 3. März 1992 starb der Künstler nach langer Krankheit in Köln.
In Köln-Lövenich, wo er lange gelebt hat, ist der Curt-Stenvert-Bogen nach ihm benannt.

## Filme
- Der Rabe. 1951, Experimentalfilm, 13 Minuten, Drehbuch und Regie: Kurt Steinwendner, Produktion: Avantgardstudio der Schönbrunnfilm Wien, Weltvertrieb: Sascha-Film Wien, Welturaufführung: Mai 1951 im Forum Kino in Wien, Filmfestspiele: Biennale Venedig 1951 (Diplom), 5. Internationalen Edinburgher Filmfestspiele (Diplom),
- Wienerinnen im Schatten der Großstadt. 1951/52, Spielfilm, 83 Minuten, Drehbuch und Regie: Kurt Steinwendner, Produktion: Schönbrunnfilm Wien, Weltvertrieb: Sascha-Film Wien, Welturaufführung: Februar 1952 im Haydn-Kino in Wien.
- Flucht ins Schilf. 1953, Spielfilm, 85 Minuten, Drehbuch und Regie: Kurt Steinwendner, Produktion: Hoela-Film Wien. Weltvertrieb: Sascha-Film Wien. Welturaufführung: März 1953 im Künstlerhaus-Kino in Wien.
- Im Krug zum grünen Kranze, auch Die 5 Karnickel. 1953, Spielfilm, 90 Minuten, Regie: Kurt Steinwendner und Paul Löwinger. Welturaufführung am 29. Dezember 1953 in Wien.
- Gigant und Mädchen. 1955, Experimentalfilm, 16 Minuten, Drehbuch und Regie: Kurt Steinwendner, Produktion: Hoela-Film Wien, Weltvertrieb: Jupiter-Film, Filmfestspiele: Biennale Venedig 1955 (Diplom), Welturaufführung: Venedig 1955.
- Alfred Kubin – Abenteuer einer Zeichenfeder. 1956, Dokumentarfilm mit Alfred Kubin, 31 Minuten, Drehbuch und Regie: Kurt Steinwendner, Produktion: Hoela-Film Wien.
- Gemeinde Wien. 1957, 18 Kurzfilme: Der Spaziergang, Das Blumenbeet, Das Gewissen, Der Millionär, Dafür habens Geld etc.
- Impressionisten. 1958, Dokumentarfilm, 13 Minuten, Regie: Kurt Steinwendner, Produktion: Art-Film Produktions GmbH.
- Die Kugel und der Mensch. 1959, Lehrfilm, Regie: Kurt Steinwendner, Produktion: Kurt Steinwendner Filmproduktion Ges. m. b. H. Wien, Auszeichnung: Österreichischer Staatspreis.
- Blechproduktionszentrum VÖEST. 1960, Industriefilm, 14 Minuten. Regie: Kurst Steinwendner, Produktion: Kurt Steinwendner Filmproduktions GmbH Wien.
- Venedig. 1961, Experimentalfilm, 11 Minuten, Regie: Kurt Steinwendner, Filmfestspiele: 12. Internationalen Filmfestspiele in Berlin (Silberner Bär).
- Situation 1964 – Ein Film über Franz Schubert. 1963, Musikfilm, 31 Minuten, Regie: Kurt Steinwendner.
- Vorstoß ins Niemandsland. 1970, Dokumentarfilm mit Arnulf Rainer, H. C. Artmann und Wieland Schmied, Regie: Curt Stenvert.